# NGC 2314
NGC 2314 est une galaxie elliptique située dans la constellation de la Girafe.  NGC 2314 a été découverte par l'astronome allemand Wilhelm Tempel en 1883.

## Caractéristiques
Sa vitesse par rapport au fond diffus cosmologique est de 3 828 ± 10 km/s, ce qui correspond à une distance de Hubble de 56,5 ± 4,0 Mpc (∼184 millions d'al).
À ce jour, une dizaine de mesures non basées sur le décalage vers le rouge (redshift) donnent une distance de 57,264 ± 22,118 Mpc (∼187 millions d'al), ce qui est à l'intérieur des valeurs de la distance de Hubble..

## Supernova
La supernova SN 2005ai a été découverte dans NGC 2314 le 12 février 2005 par les astronomes amateurs américain Tim Puckett et T.Orff. Cette supernova était de type Ia.